# Universal Interactive
Universal Interactive (anteriormente Universal Interactive Studios) fue una compañía distribuidora de videojuegos estadounidense. Fue fundada por Skip Paul y Robert Biniaz de MCA el 4 de enero de 1994. Era conocido por producir las franquicias de videojuegos plataformeros como Crash Bandicoot y Spyro.

## Historia

### Predecesores (1982–1993)
MCA, la empresa matriz de Universal de 1962 a 1990, inicialmente obtuvo licencias de videojuegos directamente como mercancía. En 1982, Atari autorizó y lanzó E.T. el Extraterrestre para su consola de aquel entonces Atari 2600, un juego vinculado citado como uno de los fracasos comerciales más grandes en la historia de los videojuegos. El acuerdo de licencia unió al director Steven Spielberg y al presidente de MCA Sidney Sheinberg con el asesor general de Atari Charles "Skip" Paul, quien se unió a MCA después de 1984. En 1985, MCA compró a LJN, un fabricante de juguetes que comenzó a publicar videojuegos en 1987.
En 1990, MCA se vendió a Matsushita Electric (ahora Panasonic) y LJN se vendió a Acclaim Entertainment. En los dos años siguientes, Matsushita se asoció con The 3DO Company, comprometiendo a Panasonic como fabricante del 3DO Interactive Multiplayer y a MCA como socio de software de entretenimiento.

### Universal Interactive Studios (1994–1999)
La compañía fue fundada el 4 de enero de 1994, junto con el Winter Electronics Show de 1994, el Consumer Electronics Show. El personal clave principal de la fundación fue Skip Paul y Robert Biniaz. El 10 de febrero, MCA adquirió una participación minoritaria en Interplay Productions, que publicaría Disruptor fuera de Norteamérica y luego entraría en un acuerdo de distribución con el sucesor Vivendi Universal Games.
Los primeros títulos de la compañía a mediados de 1994 fueron Jurassic Park Interactive, desarrollado por Studio 3DO y anunciado inicialmente en 1993; y Way of the Warrior, desarrollado por Naughty Dog.
Universal contrató a Naughty Dog y a Insomniac Games para desarrollar juegos utilizando las instalaciones de Universal City, bajo la dirección del vicepresidente Mark Cerny. Lanzaron Crash Bandicoot en 1996 y Spyro the Dragon en 1998 respectivamente, bajo los acuerdos de publicación con Sony Computer Entertainment.
A partir de 1995, con la compra de MCA por parte de la empresa canadiense de bebidas Seagram, se reorganizó Universal Studios. En 1998, la división Interactive Studios pasó a formar parte de Universal Studios New Media Group, dirigida por Paul Rioux. En ese año, Cerny renunció a Universal, para fundar Cerny Games, que continuó consultando directamente con Insomniac y Naughty Dog.
Se creó una unidad de desarrollo interna llamada Universal Studios Digital Arts, para desarrollar Xena: Warrior Princess.
A fines de 1999, UIS hizo la transición únicamente de PlayStation para incluir también el desarrollo de PC y Dreamcast, así como el soporte planificado para los sistemas de próxima generación.
En julio del 2000, UIS anunció uno de sus primeros proyectos de PlayStation 2, un vínculo con el entonces próximo La momia regresa (conocido en España como "El regreso de la momia"), que se estrenaría cerca del momento de la película.

## Videojuegos
| Año  | Título                                  | Plataforma(s)                                             | Desarrollador                                     | Distribuidor                                                     |
| ---- | --------------------------------------- | --------------------------------------------------------- | ------------------------------------------------- | ---------------------------------------------------------------- |
| 1994 | Jurassic Park Interactive               | Panasonic 3DO                                             | Studio 3DO                                        | Universal Interactive Studios                                    |
| 1994 | Way of the Warrior                      | Panasonic 3DO                                             | Naughty Dog                                       | Universal Interactive Studios                                    |
| 1996 | Crash Bandicoot                         | PlayStation                                               | Naughty Dog                                       | Sony Computer Entertainment                                      |
| 1996 | Disruptor                               | PlayStation                                               | Insomniac Games                                   | Universal Interactive Studios (NA) Interplay Productions (EU/JP) |
| 1997 | Crash Bandicoot 2: Cortex Strikes Back  | PlayStation                                               | Naughty Dog                                       | Sony Computer Entertainment                                      |
| 1998 | Spyro the Dragon                        | PlayStation                                               | Insomniac Games                                   | Sony Computer Entertainment                                      |
| 1998 | Running Wild                            | PlayStation                                               | Blue Shift                                        | 989 Studios (NA) Sony Computer Entertainment (EU)                |
| 1998 | Crash Bandicoot: Warped                 | PlayStation                                               | Naughty Dog                                       | Sony Computer Entertainment                                      |
| 1999 | Xena: Warrior Princess                  | PlayStation                                               | Universal Studios Digital Arts                    | Electronic Arts                                                  |
| 1999 | Spyro 2: Ripto's Rage!                  | PlayStation                                               | Insomniac Games                                   | Sony Computer Entertainment                                      |
| 2000 | Spyro: Year of the Dragon               | PlayStation                                               | Insomniac Games                                   | Sony Computer Entertainment                                      |
| 2000 | El Grinch                               | Dreamcast, Game Boy Color, Microsoft Windows, PlayStation | Artificial Mind and Movement                      | Konami                                                           |
| 2000 | Crash Bash                              | PlayStation                                               | Eurocom Entertainment Software                    | Sony Computer Entertainment                                      |
| 2000 | The Mummy                               | Game Boy Color, Microsoft Windows, PlayStation            | Rebellion Developments                            | Konami                                                           |
| 2000 | Woody Woodpecker Racing                 | Game Boy Color, Microsoft Windows, PlayStation            | Syrox Developments                                | Konami                                                           |
| 2001 | The Mummy Returns                       | PlayStation 2                                             | Blitz Games                                       | Universal Interactive                                            |
| 2001 | Spyro: Season of Ice                    | Game Boy Advance                                          | Digital Eclipse                                   | Universal Interactive                                            |
| 2001 | Crash Bandicoot: The Wrath of Cortex    | PlayStation 2                                             | Traveller's Tales                                 | Universal Interactive                                            |
| 2002 | Crash Bandicoot: The Huge Adventure     | Game Boy Advance                                          | Vicarious Visions                                 | Universal Interactive                                            |
| 2002 | Crash Bandicoot: The Wrath of Cortex    | GameCube, Xbox                                            | Eurocom Entertainment Software, Traveller's Tales | Universal Interactive                                            |
| 2002 | Bruce Lee: Quest of the Dragon          | Xbox                                                      | Ronin Entertainment                               | Universal Interactive                                            |
| 2002 | 4x4 EVO 2                               | GameCube                                                  | Terminal Reality                                  | Universal Interactive                                            |
| 2002 | The Scorpion King: Rise of the Akkadian | GameCube, PlayStation 2                                   | Point of View, Inc.                               | Universal Interactive                                            |
| 2002 | Spyro 2: Season of Flame                | Game Boy Advance                                          | Digital Eclipse                                   | Universal Interactive                                            |
| 2002 | Monster Force                           | Game Boy Advance                                          | Digital Eclipse                                   | Universal Interactive                                            |
| 2002 | Spyro: Enter the Dragonfly              | GameCube, PlayStation 2                                   | Check Six Games, Equinoxe Digital Entertainment   | Universal Interactive                                            |
| 2003 | Crash Bandicoot 2: N-Tranced            | Game Boy Advance                                          | Vicarious Visions                                 | Universal Interactive                                            |
| 2003 | Bruce Lee: Return of the Legend         | Game Boy Advance                                          | Vicarious Visions                                 | Universal Interactive                                            |
| 2003 | Jurassic Park: Operation Genesis        | Microsoft Windows, PlayStation 2, Xbox                    | Blue Tongue Entertainment                         | Universal Interactive                                            |
| 2003 | Hulk                                    | GameCube, Microsoft Windows, PlayStation 2, Xbox          | Radical Entertainment                             | Universal Interactive                                            |
| 2003 | The Incredible Hulk                     | Game Boy Advance                                          | Pocket Studios                                    | Universal Interactive                                            |
| 2003 | Spyro: Attack of the Rhynocs            | Game Boy Advance                                          | Digital Eclipse                                   | Universal Interactive                                            |
| 2003 | Crash Nitro Kart                        | Game Boy Advance, GameCube, PlayStation 2, Xbox           | Vicarious Visions                                 | Universal Interactive                                            |
| 2003 | Battlestar Galactica                    | PlayStation 2, Xbox                                       | Warthog Games                                     | Universal Interactive                                            |